# Сапіжанка (Жмеринський район)
Сапіжа́нка — село в Україні, у Джуринській сільській громаді Жмеринського району Вінницької області. Населення становить 690 осіб.

## Історія
12 червня 2020 року Постановою Кабінету Міністрів України Сапіжанська сільська рада об'єднана із Джуринською сільською громадою.
19 липня 2020 року, в результаті адміністративно-територіальної реформи та ліквідації Шаргородського району, село увійшло до складу :Жмеринського району.